# Valle Vista (Kalifornia)
Valle Vista – jednostka osadnicza w Stanach Zjednoczonych, w stanie Kalifornia, w hrabstwie Riverside.